# Parafia Trzech Świętych Hierarchów w Paryżu
Parafia Trzech Świętych Hierarchów – prawosławna parafia w jurysdykcji Rosyjskiego Kościoła Prawosławnego w Paryżu, założona w 1931. 
Parafia powstała z inicjatywy studentów Instytutu Teologicznego św. Sergiusza i powołanego przez nich 11 lutego 1925 Bractwa św. Focjusza. Bractwo postawiło sobie za cel propagowanie prawosławia w Europie Zachodniej. W 1932 na spotkaniu w Monfort Bractwo wystosowało apel do wszystkich prawosławnych podlegających Rosyjskiemu Kościołowi Prawosławnemu o działania na rzecz odbudowy „zachodniego prawosławia” i organizacji na terenie Europy Zachodniej struktur, które w przyszłości mogłyby stać się podstawą dla autonomicznych Cerkwi prawosławnych w krajach zachodnich. Jedną z nich miała być parafia w Paryżu. W 1928 księża związani z bractwem (wśród nich dwóch konwertytów narodowości francuskiej) zaczęli odprawiać nabożeństwa posługując się językiem francuskim i własnymi przekładami tekstów liturgicznych. 
W 1930, kiedy egzarcha Eulogiusz (Gieorgijewski) przeszedł razem z podległą mu strukturą kościelną pod jurysdykcję patriarchy Konstantynopola, bractwo św. Focjusza zdecydowało się wypowiedzieć mu posłuszeństwo i wystąpić o powołanie parafii w jurysdykcji patriarchy Moskwy. W 1931 stosowna prośba została pozytywnie rozpatrzona, jednak bractwo otrzymało polecenie skupienia się na rozwijaniu sieci parafii podległych Moskwie i zatrzymywaniu Rosjan żyjących we Francji w tej jurysdykcji, czasowo odsuwając na drugi plan pracę misyjną ukierunkowaną na Francuzów. W parafii doszło do rozłamu: francuskojęzyczny kler i część wiernych poparła przejście pod jurysdykcję patriarchy Konstantynopola. Grupa ta przejęła lokal, w którym dotąd odbywały się nabożeństwa. W 1932 parafia przeniosła się do budynku przy ulicy Pétel 5, który został następnie zaadaptowany na cele kultu i do dziś pozostaje siedzibą parafii. Obecnie w liturgii stosowany jest język cerkiewnosłowiański.